# Naevius varius
Espèce
Synonymes
- Cybaeus varius Keyserling, 1879

Naevius varius est une espèce d'araignées aranéomorphes de la famille des Macrobunidae.

## Distribution
Cette espèce est endémique de la région de Junín au Pérou,. Elle se rencontre vers Maraynioe

## Description
Le mâle syntype mesure 5,2 mm et la femelle syntype 5,8 mm.
Le mâle décrit par Roth en 1967 mesure 4,8 mm et la femelle 5,8 mm.

## Systématique et taxinomie
Cette espèce a été décrite sous le protonyme Cybaeus varius par Keyserling en 1879. Elle est placée dans le genre Naevius par Roth en 1967.

## Publication originale
- Keyserling, 1879 : « Neue Spinnen aus Amerika. » Verhandlungen der Kaiserlich-Königlichen Zoologisch-Botanischen Gesellschaft in Wien, vol. 29, p. 293-349 (texte intégral).